# Emanuel Max
Emanuel Max, depois de 1876 : Ritter von Wachstein (Janov, 19 de outubro de 1810 – 22 de fevereiro de 1901, Praga) foi um escultor alemão-tcheco. Seu irmão era o escultor Josef Max.
Ele nasceu em uma família de escultores e marceneiros e recebeu suas primeiras lições de seu pai. Mais tarde, estudou pintura na Academia de Belas Artes de Praga, sob o comando de Joseph Bergler e František Waldherr (1784-1835).
A Academia não tinha um departamento de esculturas na época, então ele também estudou na Academia de Belas Artes de Viena com Johann Nepomuk Schaller e Franz Käßmann (1760-1833).